# Such a Shame
Such a Shame és una cançó escrita per Mark Hollis per al grup britànic Talk Talk, que la va incloure en el segon àlbum del grup It's My Life de 1984. Fou el segon single d'aquest àlbum, aparegut també el 1984, amb un èxit molt important a l'Europa continental, mentre que a la Gran Bretanya va passar bastant desapercebut.
Sandra Cretu va enregistrar una versió d'aquest tema en el seu 7è àlbum The Wheel of Time  de 2002. El disc no va tenir massa èxit, però el single sí, va arribar al top 10 d'Alemanya i a Europa de l'est va tenir un èxit notable, sobretot a Hongria i la República Txeca.

## Format i llista de temes del single
CD Single
1. "Such a Shame" (Radio Edit)
2. "Such a Shame" (Straight Dance Mix)
3. "Such a Shame" (Cool Club Mix)
4. "Such a Shame" (Karaoke Version)